# 物理学家

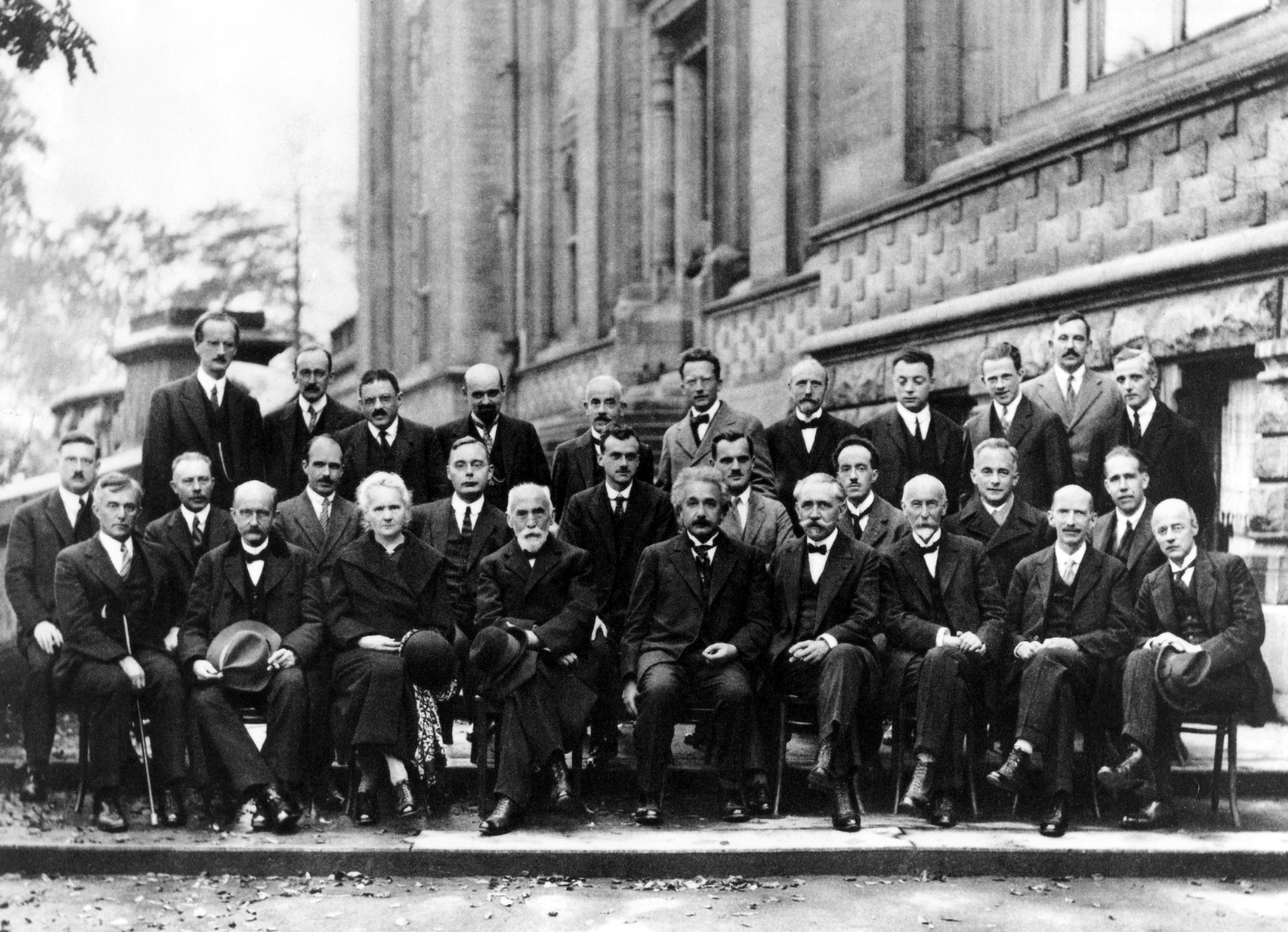
於1927年召開的第五次索爾維會議，全世界當時最卓越的物理學者召開會議，商討量子理論。

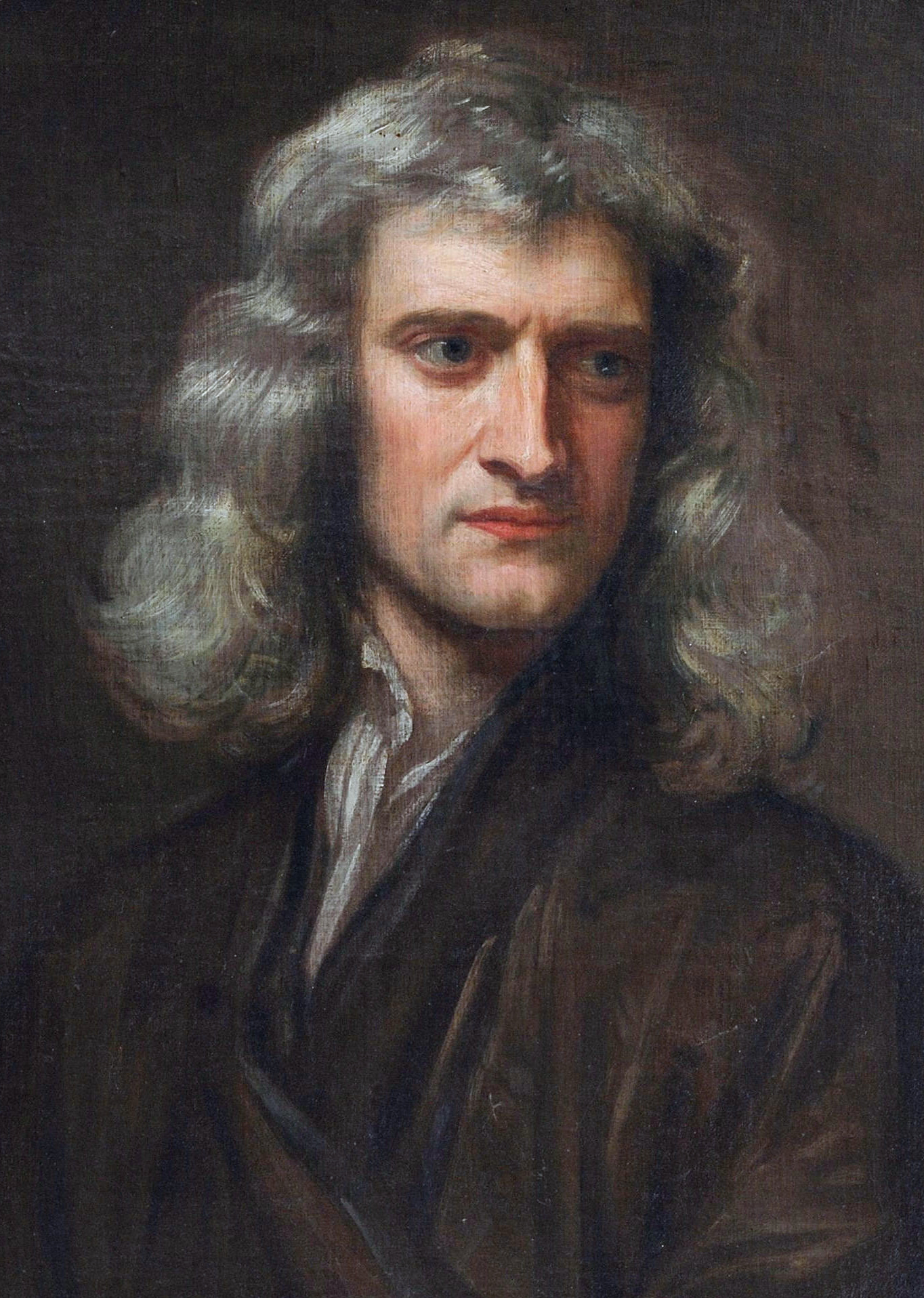
牛頓

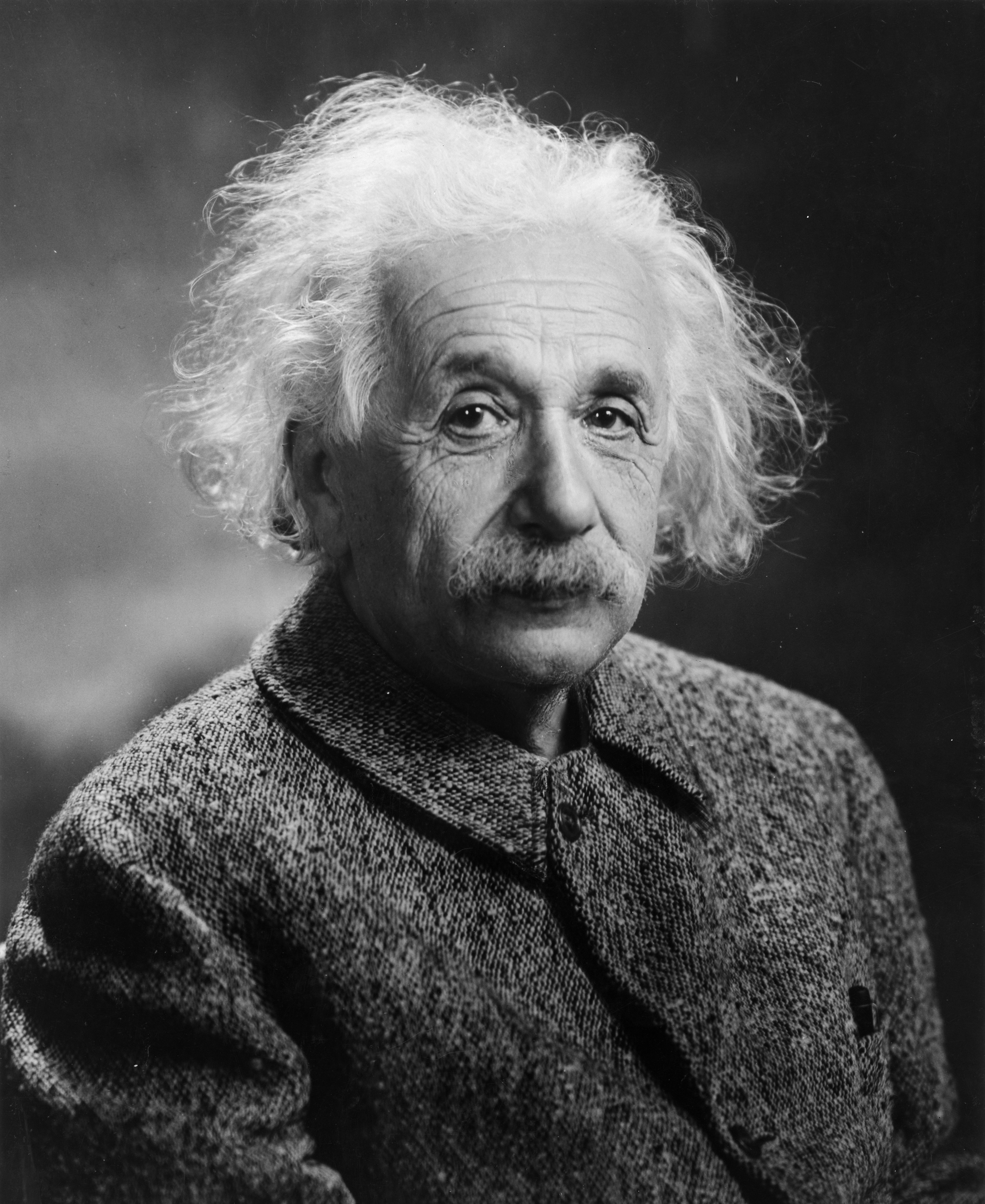
爱因斯坦

物理學家是指受物理學訓練、並以探索物質世界的組成和運行規律（即物理學）為目的科學家。研究範疇可細至構成一般物質的微細粒子，大至宇宙的整體，不同的範圍都會有相對的專家。對應於物理學分為理論物理學和實驗物理學，物理学家也可以分為理論物理學家和實驗物理學家。物理學中理論和實驗都是不可缺的组成部分，所以有时候這樣的分類很難界定，只不過在一個物理學家更偏重理論的情况下，被稱為理論物理學家的例子包括爱因斯坦、史蒂芬·威廉·霍金、海森堡、狄拉克、埃爾溫·薛丁格、尼爾斯·波耳、楊振寧等；而若偏重實驗，則稱為實驗物理學家，例如艾薩克·牛頓、法拉第、亨利·貝克勒、尼古拉·特斯拉、馬克斯·馮·勞厄、約瑟夫·湯姆森、歐內斯特·勞倫斯、吳健雄、威廉·肖克利、朱棣文 等。

## 歷史
物理學是從古至今基於一連串的發現與對大自然的理解建立而成。現今所使用的數學與物理想法最早的表述有很多可追溯至古希臘文化，例如欧几里得、泰勒斯、阿基米德、阿里斯塔克斯的著作。根號的使用也出現在古亞洲文化以及中世紀的伊斯蘭中，例如11世紀海什木的著作。現代科學的世界觀及大部分的物理教育可以說是源自歐洲的科学革命，始於西元1600年早期伽利略·伽利莱與约翰内斯·开普勒著作。17世紀，艾萨克·牛顿發現了牛顿运动定律及萬有引力定律。法拉第的實驗發現和馬克士威方程組的理論是19世紀的發展高峰。20世紀初期到中期，大量的物理學家對於量子力学做出了貢獻。21世紀早期的新知識中也包含了對物理宇宙学逐漸增加的理解。
自然哲學——對大自然廣泛的研究——在19世紀被劃分為數個領域，對於「科學」的現代概念也是成形於該時期。特定的類別也在此時從其他技術領域與名稱中出現，如「生物學」與「生物學家」、「物理學」與「物理學家」、「化學」與「化學家」。其中「物理學家」（physicist）這個詞是由威廉·惠威爾在其西元1840年著作《歸納科學的哲學》（The Philosophy of the Inductive Sciences）創造的。他同時也是「科學家」（scientist）詞彙的創造者。

## 教育
一個標準大學部物理系的課程包含古典力學、电磁学、非相對論性量子力學、光学、熱力學、统计力学及實驗。物理系的學生也需要數學（微积分学、微分方程、线性代数、複變函數等）和電腦科學方面的訓練。
所有物理導向的職業都至少需要物理或應用物理的大學學位。而若要從事研究導向的職業，則需專攻特定領域以取得博士學位，如：實驗或理論天体物理学、原子物理学、生物物理学、化学物理学、凝聚态物理学、宇宙学、地球物理学、重力理論、材料科学、醫學物理、微电子学、分子物理学、原子核物理学、光學、辐射、电磁场和微波物理、粒子物理學、電漿物理學。

## 榮譽與獎項
诺贝尔物理学奖從西元1901年開始由瑞典皇家科学院頒發，是授與物理學家最高的榮譽。國際物理專業的社群也有不少給予專業認證的獎金或獎項。以美國物理學會而言，截至西元2017年，他們在這個領域共頒發了33份獎金及38個獎項。

## 職業
職業物理學家的雇主主要有三種，分別是學術機構、實驗室、私人企業，其中私人企業占最大部分。學術機構或是政府實驗室的物理學家大多有著頭銜或是稱號，如：博士後研究員、助教、教授等。根據美国物理联合会的數據，約有20%新的物理博士在工程發展項目工作，14%則轉向電腦軟體領域，約11%從事商業或教育。有部分的物理學家將物理學的技巧應用在跨領域（如金融）。大學學位的物理學家也能從事如下工作：農業科學家、飛航管制員、生物物理學家、電腦工程師、電機工程師、環境分析學家、地球物理學家、生醫物理學家、氣象學家、海洋物理學家、物理教師、教授、研究員、科學研究員、反應器物理學家、工程物理學家、微星任務分析師、科普作家、地層學家、軟體工程師、系統工程師、微電子工程師、雷達發展工程師、專業顧問等等。
大部分取得物理學士學位的人都在私營部門工作，其餘領域則包括學術界、政府及軍隊、非營利組織、實驗室及教學。大多數取得碩士或博士學位的物理學家的工作則包含研究、觀察與分析、數據收集、儀器使用、設計並發展工業或醫療設備、計算及軟體的發展等。

## 專業認證

### 英國
特許物理學者（CPhys）是由英国物理学会所頒發的專業認證。獲頒者會得到「CPhys」的勳銜。
在任何職業中獲得此專業認證都代表獲頒者具有高水平的專業學科知識與專業能力。根據英國物理學會，擁有CPhys的物理學家展示了「專業的最高標準，最新的專業知識與能力」，並且擁有「獨立實踐並發揮領導作用的能力」，也「承諾追求不斷進展的知識，並承擔對所有專業都逐漸增加的期望和要求」。

## 參看
- 物理学家列表

## 註腳
1. ↑  Cahan, David (编). . Chicago: University of Chicago Press. 2003. ISBN 0226089282.
2. ↑  Donald S. L. Cardwell, James Joule: A Biography, Manchester University Press - 1989, page 18
3. ↑  Wachter, Armin; Hoeber, Henning. . New York, NY: Springer. 2006. ISBN 0-387-25799-3.
4. ↑  Krey, Uwe; Owen, Anthony.  1st. Berlin: Springer. 2007. ISBN 978-3-540-36804-5.
5. ↑  Kompaneyets, A. S.  2nd. Mineola, New York: Dover. 2012. ISBN 0486609723.
6. ↑  . Nobelprize.org. （原始内容存档于2017-07-16）.
7. ↑  AIP Statistical Research Center.  (PDF).   [2006-08-21]. （原始内容存档 (PDF)于2021-03-07）.
8. ↑   (PDF). Augusta University. 2016  [2016-09-11]. （原始内容 (PDF)存档于2016-11-02）.
9. ↑  . Illinois Institute of Technology. 2016  [2016-11-10]. （原始内容存档于2019-05-07）.
10. ↑  . National Academy of Engineering (NAE). 2016  [2016-11-10]. （原始内容存档于2021-02-25）.
11. ↑  . Simon Fraser University, Canada. 2016  [2017-02-27]. （原始内容存档于2021-02-20）.
12. ↑  . American Institute of Physics.   [2016-09-13]. （原始内容存档于2021-04-14）.
13. ↑  . National Occupational Classification - Canada. 2016  [2016-11-11]. （原始内容存档于2016-11-11）.

## 文獻
- Whitten, Barbara L.; Foster, Suzanne R.; Duncombe, Margaret L. . Physics Today. 2003, 56 (9): 46. Bibcode:2003PhT....56i..46W. doi:10.1063/1.1620834. （原始内容存档于2013-02-23）.
- Kirby, Kate; Czujko, Roman; Mulvey, Patrick. . Physics Today. 2001, 54 (4): 36. Bibcode:2001PhT....54d..36K. doi:10.1063/1.1372112. （原始内容存档于2012-07-16）.
- Hermanowicz, Joseph C. . University of Chicago Press. 1998. ISBN 978-0-226-32767-9.
- Hermanowicz, Joseph C. . University of Chicago Press. 2009. ISBN 978-0-226-32761-7.

## 外部連結
- Education and employment statistics （页面存档备份，存于） from the American Institute of Physics
- Occupational Outlook Handbook （页面存档备份，存于）
- Physicists and Astronomers （页面存档备份，存于）; US Department of Labor, Bureau of Labor Statistics
- PhysicistTv （页面存档备份，存于）